# Republic (paquebot de 1903)
Pour les articles homonymes, voir Republic.
Le Republic est un paquebot à vapeur construit en 1903 par les chantiers Harland and Wolff à Belfast, qui fit naufrage à la suite d'une collision six ans plus tard (en 1909) alors qu'il était en train de naviguer pour la White Star Line. Un appel de détresse fut émis durant ce naufrage sur le nouvel appareil radio Marconi, qui est le premier enregistré.

## Histoire

### Construction et carrière
Le Republic a été construit à Belfast, en Irlande, pour la Dominion Line (une société sœur de la White Star Line, toutes deux appartenant à l'International Mercantile Marine Co.) et était alors nommé Columbus. Après deux voyages pour la Dominion Line, il fut vendu à la White Star Line et rebaptisé Republic. Son premier voyage sous ce nom eut lieu le 17 décembre 1903 entre Liverpool et New York. Peu après, il fut déplacé sur la route reliant les États-Unis à la Méditerranée.

### Naufrage

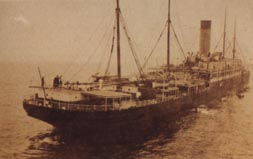
Le naufrage du Republic

En début de matinée le 23 janvier 1909, alors qu'il naviguait entre New York et Gibraltar, le Republic pénètre dans un épais brouillard au large de l'île de Nantucket. Il réduit sa vitesse et marque régulièrement sa présence par un sifflet. Du brouillard surgit le Florida qui frappe le Republic en son milieu, à angle droit. La salle des machines et les chaufferies du RMS Republic commencent à être inondées, et le navire à couler. Le capitaine Sealby fait alors monter l'équipage sur le pont pour l'évacuation.
Le navire était équipé du tout nouveau système de télégraphie sans fil Marconi, et fut le premier navire de l'histoire à délivrer un signal de détresse CQD, envoyé par Jack R. Binns. Les garde-côtes des États-Unis répondent au signal de détresse. Les passagers sont pendant ce temps répartis sur les deux navires, le Florida prenant à son bord la majorité d'entre eux. Le Baltic, commandé par le capitaine J.B. Ranson, répond également à l'appel CQD, mais en raison du brouillard, il ne put localiser le Republic qu'à la tombée de la nuit. Une fois sur place, les passagers sont transférés sur le Baltic. En raison des dommages qu'avait subis le Florida, ses passagers sont également transférés à bord.
Une fois tout le monde à bord, le Baltic repart à New York. Malgré une tentative de remorquage par le New York et le Campania, le Republic sombre,. Tous les membres d'équipage restants sont évacués avant que le bateau ne coule. On compte cinq victimes : deux à bord du Republic et trois sur le Florida, tous à cause de la collision.

### Le trésor duRepublic
Il y a beaucoup de rumeurs disant que le Republic transportait de l'or ainsi que d'autres objets de valeur quand il a coulé. La rumeur dit qu'il transportait une valeur de 250 000 à 265 000 dollars de l'époque. Aujourd'hui, la valeur de ce trésor pourrait rapporter des centaines de millions de dollars et certains experts ont estimé que sa récupération (avec le marketing nécessaire au sujet des pièces récupérées) pourrait rapporter près de 5 milliards de dollars ou plus, faisant du RMS Republic l'épave ayant le plus de valeur dans le monde.
L'épave du Republic a été retrouvée par le capitaine Martin Bayerle en 1981. Elle se trouve à la verticale à environ 50 miles (80 km) au sud de l'île de Nantucket, à environ 82 m sous l'eau. Deux expéditions de récupération ont eu lieu dans les années 1980 pour tenter de retrouver l'or, mais en vain. Toutefois, le navire contient de nombreux autres trésors. À ce jour, cependant, aucune pièce du trésor n'a été trouvée. En 2005, une cour de justice américaine donna au capitaine Bayerle l'exclusivité des droits pour l'exploration de l'épave.